# Just What I Needed
Just What I Needed è il singolo di debutto del gruppo rock The Cars, presente nel loro omonimo album di debutto The Cars.
Il brano, scritto dal frontman Ric Ocasek, è cantato dal bassista Ben Orr. È un brano rock inseribile nel sottogenere del power pop, con le influenze new wave tipiche dei The Cars.

## Formazione
- Ric Ocasek - chitarra ritmica, voce secondaria
- Elliot Easton - chitarra solista, voce secondaria
- Benjamin Orr - voce solista, basso elettrico
- David Robinson - batteria, percussioni
- Greg Hawkes - tastiere, voce secondaria